# The wonderful world of teenage girls
|  | Denne artikel er oprettet af botten PalnaBot ud fra en ekstern database. Den kan derfor have sproglige fejl eller mangler. Denne skabelon kan fjernes efter kontrol af indholdet. |

The wonderful world of teenage girls er en kortfilm fra 1997 instrueret af Per Flyvehavn efter manuskript af Per Flyvehavn, Olav Skårup.

## Handling
En uanstændig fremstilling af vor ikke så fjerne fremtid. Vi skal følge tre billige ludere på en ganske almindelig dag. En film om venskab og vanvid.